# Charlie Daniels
Pour les articles homonymes, voir Daniels.
Charlie Daniels (Charles Edward Daniels) est un musicien américain né le 28 octobre 1936 à Wilmington en Caroline du Nord et mort le 6 juillet 2020 à Nashville (Tennessee). 
Il est un auteur-compositeur-interprète de musique country, notamment connu pour The Devil Went Down to Georgia. Il est membre du Grand Ole Opry depuis janvier 2008, et a été intronisé au Musicians Hall of Fame and Museum (en) en 2009.

## Biographie
Charlie Daniels est un chanteur, guitariste et violoniste qui commence à écrire et jouer dans les années 1950. En 1964, Daniels co-écrivit « It Hurts Me » (une chanson enregistrée par Elvis Presley) avec Joy Byers. Il travaille à Nashville en tant que musicien de studio, souvent pour le producteur Bob Johnston, jouant de la basse électrique sur trois albums de Bob Dylan en 1969 et 1970, ainsi que sur des enregistrements de Leonard Cohen. Daniels enregistre son premier album solo Charlie Daniels en 1971. En 1969, il produit l'album de The Youngbloods Elephant Mountain et joue du violon sur « Darkness, Darkness ».
Son premier hit, la chanson Uneasy Rider, issue de son second album de 1973 Honey in the Rock, atteint la 9e place au Billboard Hot 100.
Au cours de cette période, Charlie Daniels joue du fiddle sur une bonne partie des premiers albums du Marshall Tucker Band : A New Life, Where We All Belong, Searchin' For a Rainbow, Long Hard Ride et Carolina Dreams. On peut entendre Daniels sur la portion live de l'album Where We All Belong, enregistré à Milwaukee le 11 juillet 1974.
En 1974, Charlie Daniels organise la première Volunteer Jam (en), une série de concerts basée sur Nashville et ses environs, jouant souvent avec des membres de Barefoot Jerry (en). Excepté pendant une période de trois ans à la fin des années 1980, ces jam sessions ont continué jusqu'à aujourd'hui.
En 1975, il a un hit au top 30 en tant que leader du Charlie Daniels Band avec l'hymne de rock sudiste The South's Gonna Do It Again. Long Haired Country Boy (en) est un succès secondaire cette même année. Daniels joue du fiddle en 1975 sur l'album Hank Williams, Jr. and Friends (en) de Hank Williams, Jr..
En 1979, Charlie Daniels gagne le Hank Grammy Award for Best Country Vocal Performance (en) pour The Devil Went Down to Georgia, qui atteint la 3e place au Hot 100 en septembre 1979. L'année suivante, Devil devient un succès croisé sur les stations de radio rock après son insertion dans le film Urban Cowboy. Charlie Daniels apparaît dans le film. La chanson reste à ce jour son plus grand succès, encore jouée dans les radios américaines de classic rock et de musique country et bien connue parmi le public qui évite généralement la musique. Une reprise hard rock/heavy metal de cette chanson fut insérée dans le jeu vidéo Guitar Hero III: Legends of Rock au niveau de la bataille finale contre le dernier boss (Lou, le diable). Charlie Daniels déclare ouvertement son opposition à la reprise heavy metal et au fait que le diable gagne occasionnellement dans le jeu.
Les succès suivants de Charlie Daniels sont inclus dans In America (11e place en 1980), The Legend of Wooley Swamp (31e place en 1980) et Still in Saigon (22e place en 1982). En 1980, Daniels participe à l'album-concept de musique country The Legend of Jesse James.

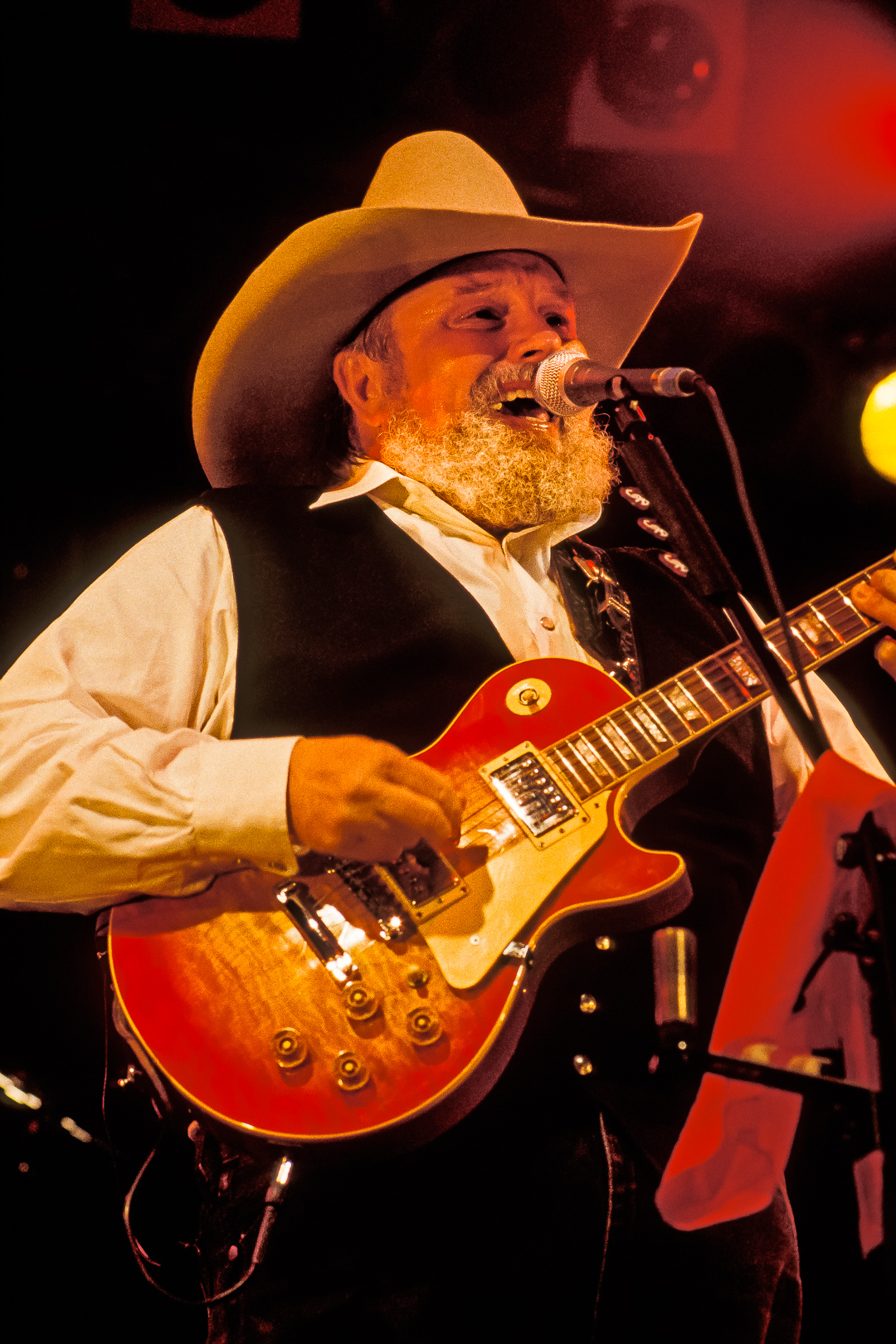
Charlie Daniels au Country Nights Disney 1996.

À la fin des années 1980 et dans les années 1990, plusieurs albums et singles de Daniels sont des hits dans les classements de musique country et sa musique continue d'être jouée dans les stations country de nos jours. Daniels sort plusieurs enregistrements de Gospel et de musique chrétienne. En 1999, il fait une apparition vocale dans sa chanson All Night Long avec Montgomery Gentry (Eddie Montgomery et Troy Gentry) pour leur premier album, Tattoos and Scars qui est un succès commercial.
En 1999, la voix particulière de Charlie Daniels est utilisée dans la comédie musicale The Civil War de Frank Wildhorn. Il intervient dans le prologue et dans In Great Deeds.
En 1999, Charlie Daniels est intronisé au North Carolina Music Hall of Fame (en).
En 2000, il compose et interprète la bande originale du film Across the Line (en) avec Brad Johnson. Il joue son propre rôle dans l'épisode The Bluegrass is Always Greener de la série King of the Hill qui est diffusée le 24 février 2002.
En 2002, Charlie Daniels apparaît dans des annonces publicitaires pour UPS avec d'autres célébrités, tentant de convaincre Dale Jarrett de faire une course avec un camion UPS.
En 2005, il fait un caméo avec Larry the Cable Guy, Kid Rock et Hank Williams, Jr. dans le vidéoclip de la chanson All Jacked Up (en) de Gretchen Wilson (en). En 2006, il apparaît avec Little Richard, Bootsy Collins et d'autres musiciens en tant que backup band pour la séquence d'ouverture du Monday Night Football de Williams.
Le 18 octobre 2005, Charlie Daniels est récompensé comme une icône de la BMI (Broadcast Music, Incorporated) pour la 53e année des BMI Country Awards. Sur toute sa carrière, les compositions musicales de Daniels ont engrangé 6 BMI Country Awards ; la première est gagnée en 1976 pour The South's Gonna Do It Again.
En novembre 2007, Charlie Daniels est invité par Martina McBride pour devenir un membre du Grand Ole Opry. Il est intronisé le 19 janvier 2008 par Marty Stuart (en) et Connie Smith au cours du Grand Ole Opry au Ryman Auditorium.
Charlie Daniels joue du fiddle en 2009 dans une publicité télévisée pour la compagnie d'assurance automobile GEICO.
Charlie Daniels réside à Mount Juliet dans le Tennessee, où la ville a donné son nom à un parc, et continue de faire des tournées.
Il meurt d'un AVC le 6 juillet 2020 au centre médical de l'Hermitage dans le Tennessee.
William Joel "Taz" DiGregorio (en), le claviériste de Charlie Daniels, est mort dans un accident de voiture dans le comté de Cheatham (Tennessee) le 12 octobre 2011.

## Filmographie
- Yakety Yak, Take it Back (1991) ... lui-même
- Trash Talk (1992) ... lui-même